# 店埠镇 (莱西市)
店埠镇是中国山东省青岛市莱西市下辖的一个镇。

## 行政区划
店埠镇下辖：
店埠村、后埠村、杏花村、狮子口村、葛家疃村、永兴庄村、刘家横岭村、前高家横岭村、后高家横岭村、张家横岭村、李家横岭村、王家横岭村、渚洲村、东南阁村、西南阁村、东张格庄村、西张格庄村、李家小里村、马家小里村、程家小里村、于家小里村、耿家庄村、西庄头村、东庄头村、桃花寨子村、七间房村、毛家山后村、左官屯村、花园岭村、崔家岭村、宋村、东黄埠村、西黄埠村、王家楼村、庄子村、葛家泊村、韩家汇村、栖凤台村、寨西头村、前张管寨村、后张管寨村、王福庄村、前水口村、后水口村、前沙湾庄村、后沙湾庄村、前由格庄村、中由格庄村、后由格庄村、孙洲庄村、西菜湾庄村、中菜湾庄村、东菜湾庄村、后朴木村、前朴木村、徐林庄村、鲍家庄村、李仙庄村、程家村、狼埠村、双河村、前屯村、后屯村、岭南村、沙湾埃村和天井山村。

## 人口
2010年中国第六次人口普查时，店埠镇共有人口52613人。共有家庭16757户，平均每户3.07人。14岁以下的少年儿童共7420人，占总人口14.10%；15-64岁人口共38090人，占总人口72.39%；65岁及以上的老年人共7103人，占总人口的13.50%。男性共计26420人，占总人口50.21%；女性共计26193，占总人口49.78%。本地居住的人口中，拥有本地户籍的人口为50858人，占96.66%。